# Первый киоск Тель-Авива
Первый киоск в Тель-Авиве был открыт в 1910 году на перекрестке бульвара Ротшильда и улицы Герцль, и стал одним из символов превращения Тель-Авива из тихого пригорода в экономический центр страны.
Изначально городской совет отказался разрешить строительство киоска, так как квартал Ахузат-Баит планировался как жилой район без коммерческих заведений (считалось, что в соседнем Яффо достаточно лавок, магазинов и базаров). Однако на заседании совета Тель-Авива, состоявшемся 18 мая 1910 года было одобрено открытие небольшого киоска при условии, что его размеры не превысят 2 на 2 метра, продавать там будут только безалкогольные напитки, а рабочие часы ограничат до 11 часов вечера. Позднее было разрешено продавать и алкогольные напитки. Этот киоск оставался единственным в городе до 1920 года, когда появились ещё два киоска.
Киоск был построен мастером по имени Кислов, а спроектирован архитектором Йосефом Барски. Здание имело шестиугольную форму и было построено из дерева. Рядом с киоском был установлен первый фонарь в Тель-Авиве. Киоск находился неподалеку от дома основателя Тель-Авива и первого мэра города Меира Дизенгофа. В киоске продавались газированные напитки, фруктовые соки и сладкий лед. Он стал популярным местом встреч, а также отправной точкой для романтических прогулок.
В 1920-х годах Кисилов продал киоск торговцу по имени Фогель. В 1930-х годах Фогель был убит, а права на эксплуатацию киоска были выкуплены братьями Шор. После их смерти управление перешло к муниципалитету Тель-Авива.
Во времена Четвёртой алии в Тель-Авиве открылось множество киосков, и эта волна иммиграции даже получила название «Алия киосков».
В 1989 году киоск был полностью разрушен. В 2004 году его восстановили, и он вновь открылся, предложив посетителям часть своего ностальгического меню.
Он также имеет шестигранную форму, но по размерам он немного больше прежнего, и построен из железобетона.